# 亨利九世 (巴伐利亞公爵)

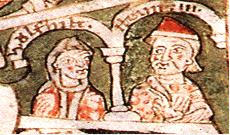
巴伐利亞公爵亨利九世與其妻子沃爾夫希爾德（載於12世紀的世界历史 (德国)）

亨利九世（1074年—1126年12月13日），绰号“黑色的”（德语：Heinrich der Schwarze）亨利九世，出身自韋爾夫家族，巴伐利亞公爵（1120年—1126年在位）。

## 生平
亨利九世是巴伐利亞公爵韋爾夫一世與第二任妻子法蘭德斯伯爵博杜安四世的女兒朱迪思的次子。年輕時，他管理著在阿爾卑斯山以南的埃斯特家族產業。而兄長韋爾夫二世則繼承巴伐利亞公爵。
通過與薩克森公爵馬格努斯的女兒沃芙希爾德的婚姻，亨利大約於1095年獲得比隆家族的遺產－在呂訥堡附近的領地（成為後來的韋爾夫家族不倫瑞克-呂訥堡公國的核心）。當馬格努斯於1106年在沒有男性子嗣的情況下去世時，亨利希望繼承岳父薩克森公爵的爵位，但新皇帝亨利五世 (神聖羅馬帝國)卻拒絕了其請求，而將薩克森公國優先分封給他的追隨者蘇普林堡的洛泰爾。
儘管如此，亨利還是與統治神聖羅馬帝國的亨利五世保持著密切的關係。1116年，亨利參加皇帝亨利五世的第二次意大利遠征，奪取已故的嫂子托斯卡納藩侯卡諾莎的瑪蒂爾達的遺產。
1120年，亨利在無子嗣的長兄韋爾夫二世逝世後繼承他的爵位，終於成為巴伐利亞公爵。
亨利九世對推動1122年的沃姆斯協約發揮重要作用，結束教皇與皇帝之間長期的敘任權鬥爭。皇帝亨利五世去世後，亨利九世於1125年的新國王選舉中仍舊發揮重要的作用：起先，亨利九世支持他的女婿，即霍亨斯陶芬王朝的士瓦本公爵腓特烈二世，後來他轉而效忠於他的老對手薩克森公爵洛泰爾，因為洛泰爾承諾將他的獨生女和繼承人格特魯德嫁給亨利九世的兒子（驕傲的）亨利十世，婚姻協議於1127年5月達成，也確定了洛泰爾與薩克森公國的勢力將在下代合併入韋爾夫王朝的名下。從此，韋爾夫王朝和霍恩斯陶芬王朝（“歸爾甫派和吉伯林派”）之間的隔閡一直持續到13世紀。
洛泰爾在動蕩的選舉中獲勝後，他對腓特烈二世頒下帝國禁令，但是皇帝的部隊無法征服士瓦本的霍恩斯陶芬王朝領地。1126年，亨利九世退位，辭任巴伐利亞公爵，以傳位其次子亨利十世，並退休後避靜於上士瓦本家族建立的魏恩加滕修道院中，可能是不想再捲入他兒子-媳婦-親家公(洛泰爾二世)與他女兒-女婿(腓特烈二世)兩方之間的鬥爭。
此後不久，亨利九世於1126年12月逝世，他的遺體被安葬在魏恩加滕修度院。他的妻子沃夫希爾德只多活了16天。亨利九世的绰号為“黑色”，在13世紀之前沒有記錄。獅子亨利是他的孫子。其仇敵皇帝腓特烈·巴巴羅薩是他的外孙。

## 家庭
亨利九世和沃爾夫希爾德有以下子女：
1. 茱蒂絲，與士瓦本公爵腓特烈二世結婚[5]
2. 康拉德（於1126年3月17日去世）
3. （驕傲的）亨利十世與敘普林根堡的格特魯德結婚，繼承父親成為巴伐利亞公爵
4. 韋爾夫六世，托斯卡納藩侯丶斯波萊托公爵（英语：Duke of Spoleto）（卒於1191年）[6]
5. 索菲婭（英语：Sophia of Bavaria (1105–1145)），先後與哲林根公爵伯特霍爾德三世（英语：Berthold III, Duke of Zähringen）及施蒂里亞藩侯利奧波特（英语：Leopold of Styria）結婚[6]
6. 沃夫希爾德，與布雷根茲伯爵魯道夫一世（英语：Rudolf I, Count of Bregenz）結婚[6]
7. 瑪蒂爾德，先後與福堡藩侯迪奧波德四世及蘇爾茨巴赫伯爵格伯哈德三世（英语：Gebhard III of Sulzbach）結婚[6]
8. 阿維伯特，科維修道院長

## 外部鏈接
- Deed of Henry IX for Ranshofen Abbey, 30 July 1125, "digitalised image （页面存档备份，存于） ". Photograph Archive of Old Original Documents (Lichtbildarchiv älterer Originalurkunden). University of Marburg.